# 国際地域学研究科
国際地域学研究科（こくさいちいきがくけんきゅうか、英称：The Graduate School of Regional Development Studies）は、日本の大学院研究科のうち、国際地域学に関する高度な教育・研究（学際）を行う機構の1つである。具体的な研究分野については国際地域学部も参照。

## 概要
主に、国際地域学部の上位に連続した形で設置され、博士前期課程（修士課程）および博士後期課程（博士課程）あるいはそれに相当する課程で構成される。学位は、修士課程は修士（国際地域学）を、博士課程は博士（国際地域学）を修めることができる。包摂する領域を掲げる研究科、専攻またはコースは、それに相当する専攻名称等に応じた学位を修める。

## 国際地域学研究科を置く大学
- 東洋大学（2000年度～）
- 東海大学（2005年度～）

（前身の北海道東海大学から）

## 国際地域学研究科と類似する研究科名称
- 鳥取大学 持続性地域創生科学研究科
- 南山大学 国際地域文化研究科

## 国際地域学を専攻できる他の研究科名称
- 筑波大学 人文社会科学研究科 国際地域研究専攻